# Вірт (село)
Вірт (словац. Virt) — село в окрузі Комарно Нітранського краю Словаччини. Площа села 4,68 км². Станом на 31 грудня 2015 року в селі проживало 290 жителів.

## Історія
Перші згадки про село датуються 1256 роком.

## Населення
| Рік:            | 1994. | 2004.   | 2014.    | 2024.    |
| --------------- | ----- | ------- | -------- | -------- |
| Кількість осіб: | 326   | 317     | 284      | 324      |
| Різниця:        |       | -2,76 % | -10,41 % | +14,08 % |

| Рік:            | 2023. | 2024.   |
| --------------- | ----- | ------- |
| Кількість осіб: | 318   | 324     |
| Різниця:        |       | +1,88 % |